# Epicyrtica leucostigma
Epicyrtica leucostigma es una especie de lepidóptero perteneciente a la familia Noctuidae. Es originaria de Australia donde se encuentra en Queensland y Victoria.

## Sinonimia
- Euplexia leucostigma Turner, 1902; 82,  Victoria, Gisborne
- Caradrina callichroa Lower, 1902; 225,  Victoria, Melbourne
- Euplexia phloeophanes Turner, 1943; 111, Queensland, Stanthorpe